# Basquetebol nos Jogos Insulares de 2023
O torneio de basquete nos Jogos Insulares de 2023 foram realizado nas paróquias de Saint Peter Port e Saint Sampson, em Guernsey, entre os dias 9 e 14 de julho. Foram realizados torneios masculino e feminino e as partidas ocorreram no Beau Sejour Leisure Centre e na St Sampsons High School.

## Sedes
| Estádio                    | Localidade       |
| -------------------------- | ---------------- |
| Beau Sejour Leisure Centre | Saint Peter Port |
| St Sampsons High School    | Saint Sampson    |

## Participantes
- Anglesey (M)
- Guernsey (Anfitrião) (M/F)
- Ilha de Man (M/F)
- Ilha de Wight (M)
- Ilhas Cayman (M/F)
- Ilhas Faroé (M/F)
- Ilhas Malvinas (M)
- Jersey (F)
- Minorca (M/F)
- Saaremaa (M)

## Medalhistas
| Evento    | Ouro | Prata | Bronze |
| --------- | --- | --- | --- |
| Masculino | Saaremaa Taavi Ilmjärv Indrek Kajupank Mihkel Kõbin Enrico Laanemäe Mario Paiste Ats Pildre Siim Pildre Allar Raamat Mairo Rumm Taavi Tõnus                                                      | Minorca Eloi Barrasa Marquet Pau Cardona de la Camara Julen Coll Estévez Izan Fernández Pulido Lorenzo Frau Pons Marc Gornés Pons Yago Homs Laucirica Sebastian Pons Pons Roger Rosselló Román Damià Soriano Villalonga | Ilhas Cayman Justin Collins Davion Cotterell Juawon Ebanks Bryan Ebanks-Perez Nii Akwei General-Vanderpuije Justin Golob Samuel O'Garro Shaad O'Garro Daniel Quinland De'Andre Simpson Philip Webb Jake Whittaker |
| Feminino  | Minorca Claudia Ametller Moll Paula Carreras Saura Andrea Fernandez Pulido Maria Magdalena Garau Castell Claudia Pons Pons Gemma Prieto Vinent Julia Charlotte Sosa Berndt Marta Tuduri Mercadal | Ilhas Cayman Vania Cornwall Courtisha Ebanks Neandra Forbes-Morgan Victoria Gray Annika Moore Khailan O'Connor Hannah Parchment Chloe Powery-Doxey Jamie Rankin-Maize Charlene Seymour Zandie Smith Lyandrea Watson     | Guernsey Ieva Babina Tia Barnett Emilie Batiste Gemma Batiste Kerri Brown Katie Cochrane Samanta Cox Emma Hicks Bonita Le Noury Rochelle Mullen Emma Sykes Emma Webb                                              |

## Quadro de medalhas
Atualizado em 9 de janeiro de 2024
| Pos                | Equipe             | Ouro | Prata | Bronze | Total |
| 1                  | Minorca            | 1    | 1     | 0      | 2     |
| 2                  | Saaremaa           | 1    | 0     | 0      | 1     |
| 3                  | Ilhas Cayman       | 0    | 1     | 1      | 2     |
| 4                  | Guernsey           | 0    | 0     | 1      | 1     |
| Totais (4 Equipes) | Totais (4 Equipes) | 2    | 2     | 2      | 6     |